# Obir
Obir je gorski masiv v severnem delu Karavank na avstrijskem Koroškem z najvišjim 2139 m visokim Ojstrcem (nemško Hochobir).

## Geografija
Dokaj enovit masiv od ostalega dela Karavank ločujejo doline Bele na vzhodu, Obirskega potoka s sedlom Šajdo na jugu in Hmeliške Borovnice na zahodu, medtem ko proti severu postopno prehaja v ravnino reke Drave. Poleg glavnega vrha so v masivu še Kravji vrh (Kühberg, 2024 m) v jugozahodnem grebenu, Mali Obir (Kleine Obir, 1947 m) severno od Ojstrca, od katerega ga ločuje globoko Jagovčevo sedlo z istoimensko planino, na severovzhodu sta še Menihovec (Minichoutz, 1624 m) in Stara gora (Altberg, 1562 m).
Na glavni vrh vodi več nezahtevnih poti (pot Simona Riegerja s sedla Šajde, 1069 m preko jugozahodnega pobočja, 3 ure), naravoslovna učna pot od Kapelske koče  (Eisenkappler hütte) z izhodiščem v Železni Kapli po jugovzhodni strani (1½ ure), iz Galicije (Gallizien) mimo Podkanjskega slapu (4½ do 5 ur).
Zaradi nekoliko odmaknjene lege je z vrha lep pogled na Visoke Ture na zahodu, na Celovško polje in na Svinško planino na severu, na Podjuno in na Peco na vzhodu in ostale Karavanke s Kamniško-Savinjskimi Alpami na jugu.
V masivu oziroma v bližnji okolici je več naravnih zanimivosti, med drugim Obirska jama (Obir-Tropfensteinhöhlen), Obirski slap, tudi Podkanjski slap (Wildensteiner Wasserfall), visok 52 m, reka Borovnica je z zajezitvijo ustvarila manjše akumulacijsko Borovniško jezero, v bližini je tudi Klopinjsko jezero.
Na Obirju so nekdaj delovali številni rudniki svinca; najstarejši podatek o rudarjenju sega v leto 1696; ukinjeni sredi 20. stoletja. Nekdanje rudarsko poslopje pod samim vrhom Ojstrca so leta 1877 preuredili v planinsko zavetišče - Rainerjevo kočo. Le-ta je bila namenjena tudi botanikom in vremenoslovcem, ki so leta 1891 na vrhu Ojstrca postavili vremensko opazovalnico Hanne-Warte, poimenovano po očetu moderne meteorologije Juliusu von Hannu. Rainerjeva koča je bila med drugo svetovno vojno (1944) požgana, nasledila jo je nekoliko nižje ležeča Kapelska koča na planini Na jezercih, odstranjeno je bilo tudi zavetišče na vrhu Ojstrca.
Po Obirju je poimenovana rastlina obirski grobeljnik (Alyssum ovirense) in Obirska ulica v Ljubljani.

## Galerija
- Ojstrc (2142 m)
- Vrh Ojstrca z ruševinami Rainerjeve koče
- Podkanjski slap
- kapniki v Obirski jami